# مپن
مپن شهری در ایالت نیدرزاکسن آلمان است. این شهر به خطوط راه‌آهن آلمان متصل است. این شهر در سال ۲۰۰۵ دارای ۳۴٫۱۹۶ نفر بوده‌است.

## نگارخانه

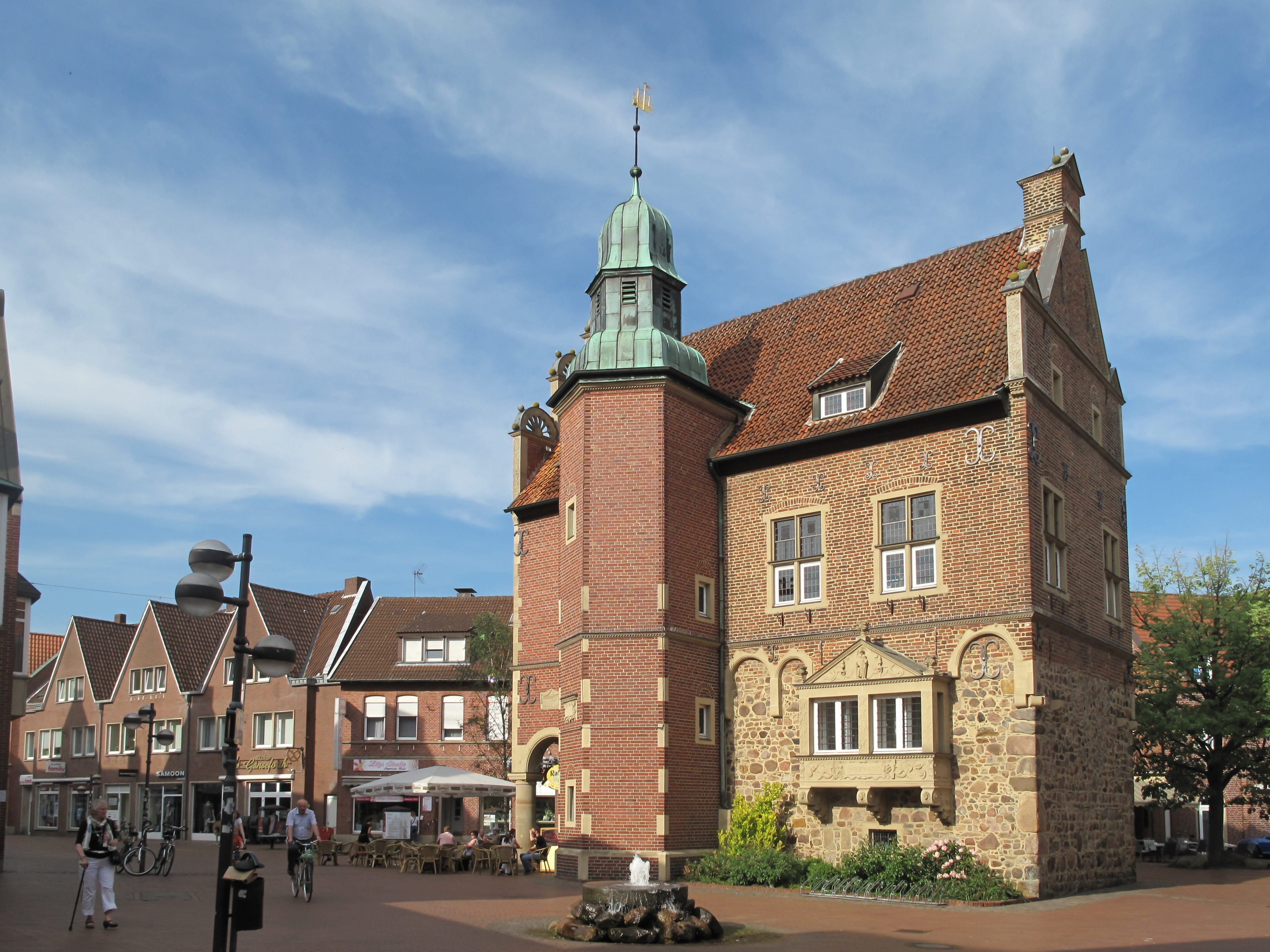
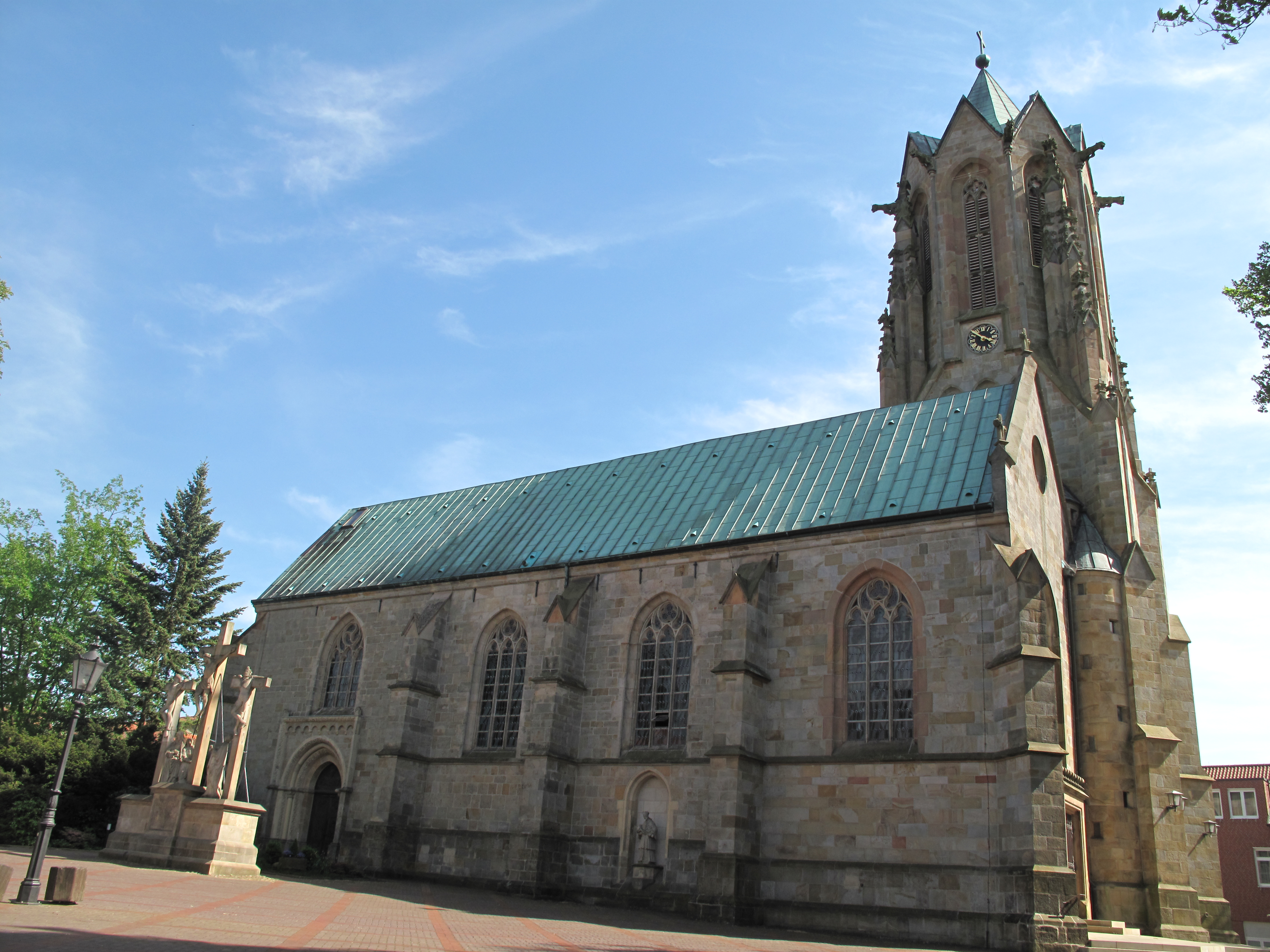
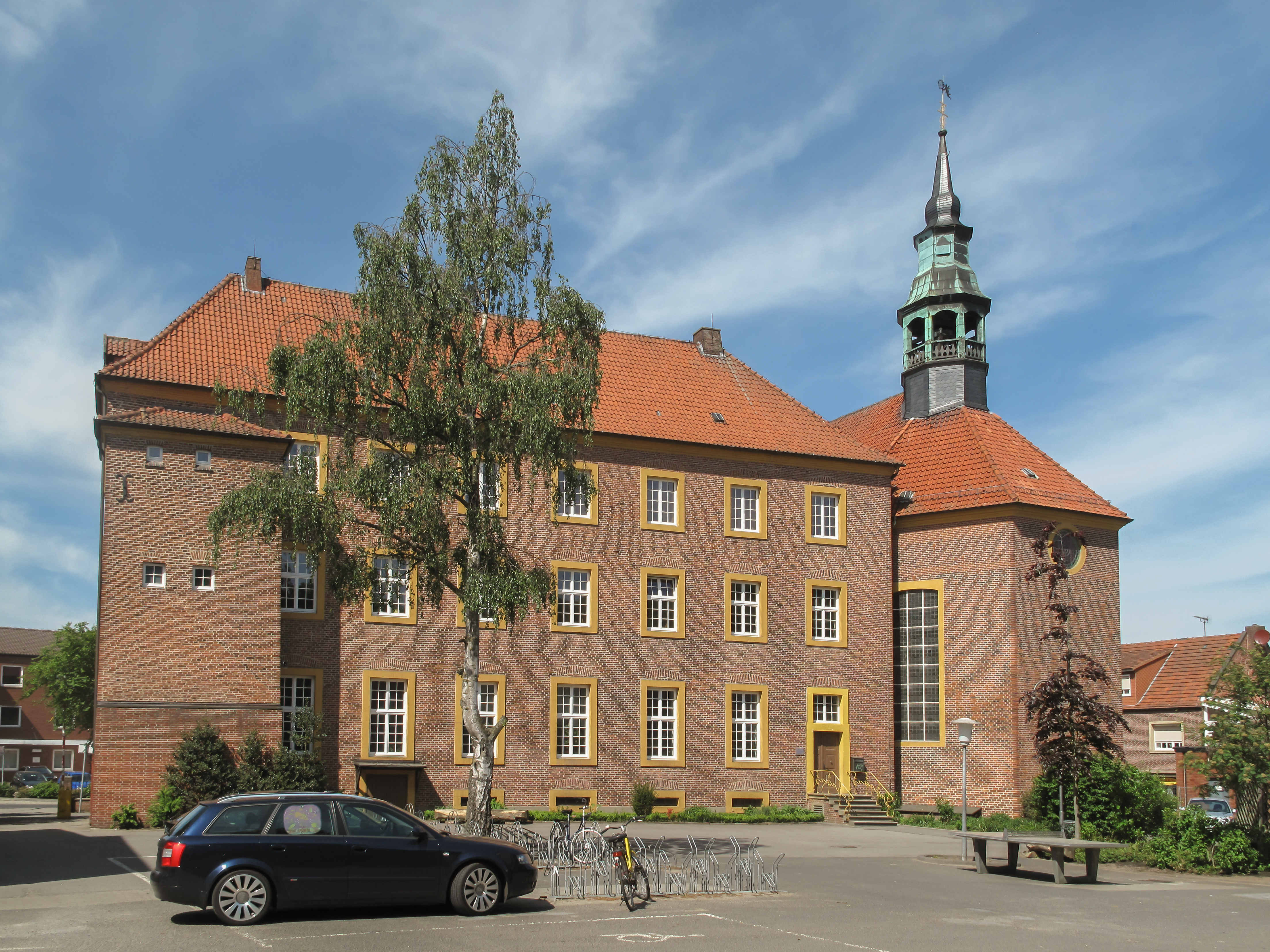
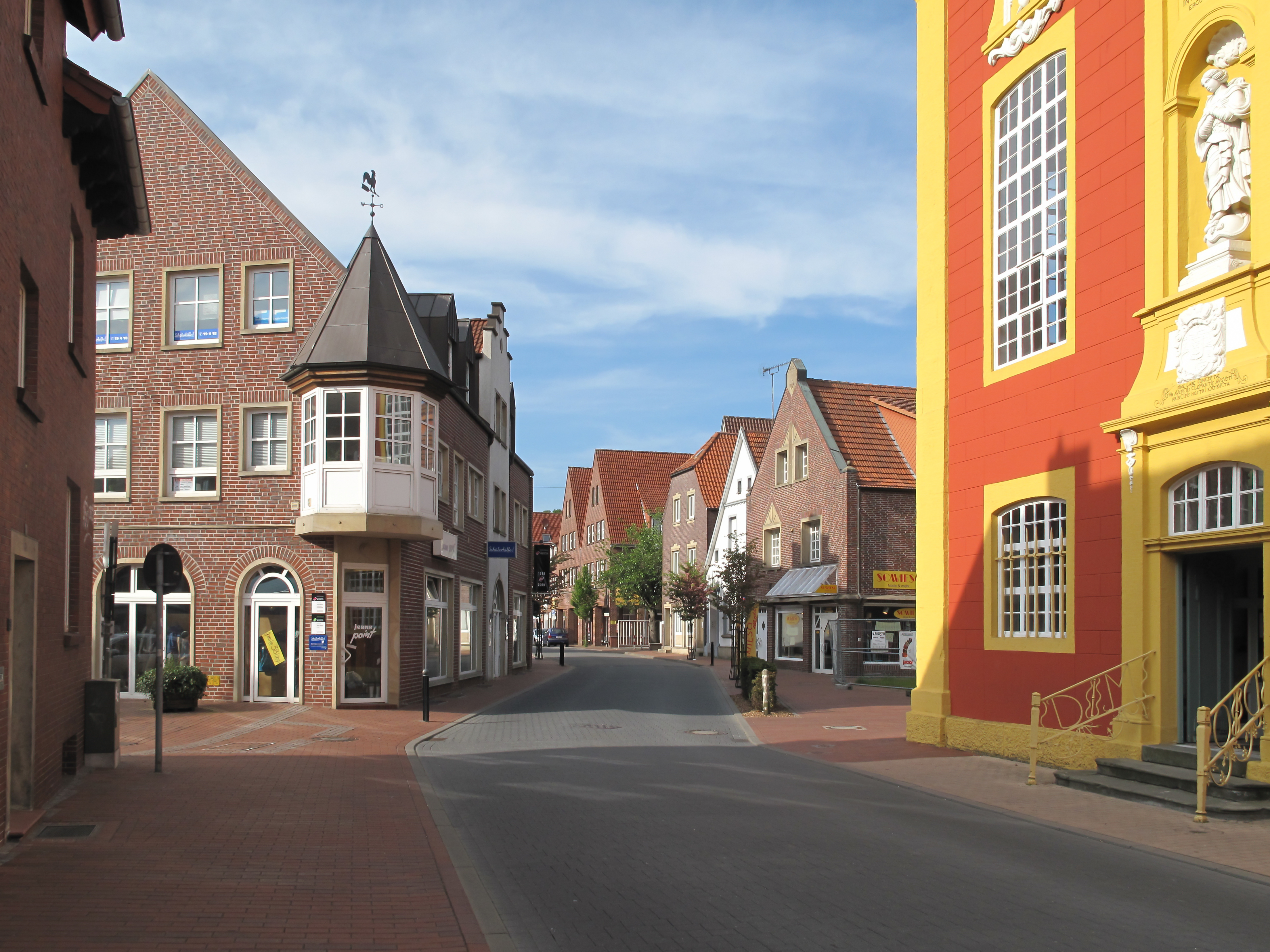
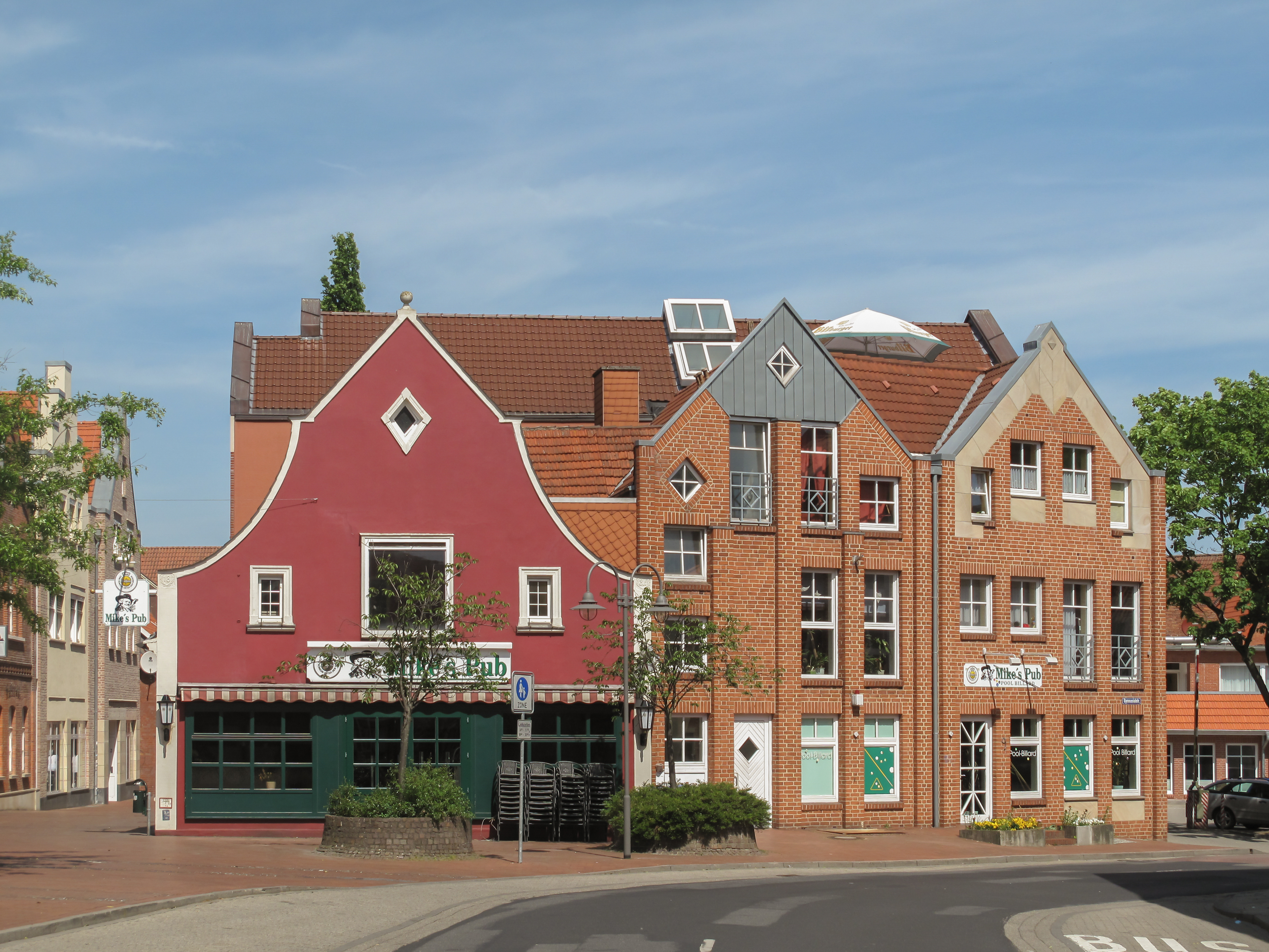
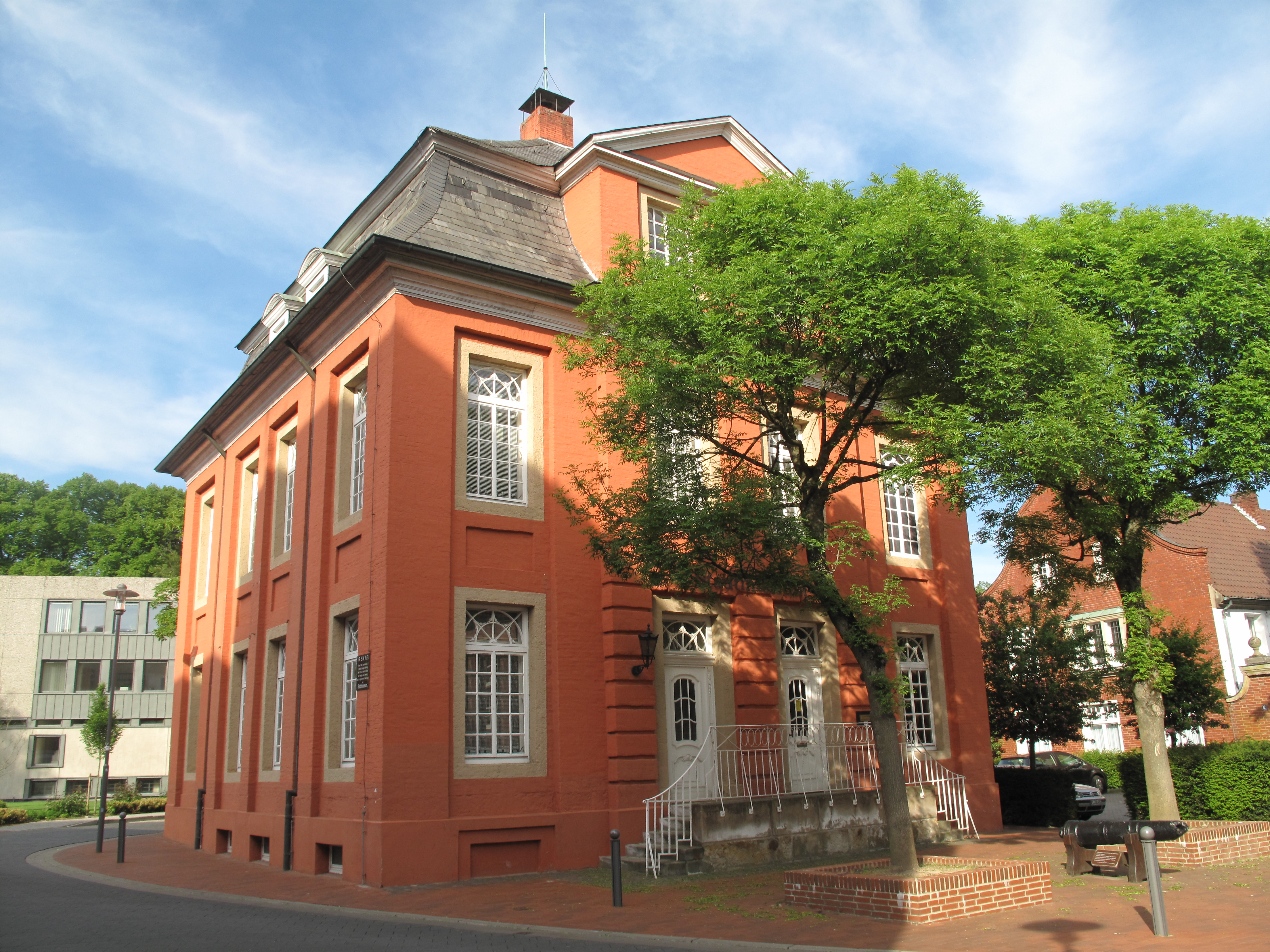